# Cerkiew Opieki Bogurodzicy w Jedlince
Cerkiew Opieki Bogurodzicy w Jedlince – drewniana greckokatolicka cerkiew filialna zbudowana w 1763 w Jedlince.
Należy do parafii w Mikulášovej, dekanatu Bardejów w archieparchii preszowskiej Kościoła katolickiego obrządku bizantyjsko-słowackiego. Od 1968 posiada status Narodowego Zabytku Kultury.

## Historia
Świątynia została wzniesiona w 1763 (data na obramowaniu okiennym). Według tradycji została zakupiona w Polsce i przeniesiona w obecne miejsce. Remontowana po 1945.

## Architektura i wyposażenie
Jest to budowla drewniana konstrukcji zrębowej, orientowana. Dwudzielna, z nawą na rzucie wydłużonego prostokąta i wyodrębnionym wewnętrznie babińcem, w przedłużeniu którego przedsionek słupowy. Prezbiterium mniejsze od nawy, zamknięte prostokątnie. Wieża posadowiona na ziemi o nieznacznie pochylonych ścianach zwieńczona dachem namiotowym z cebulastą kopułką. Dachy nad nawą i prezbiterium namiotowe, łamane, kryte gontem. Zachowane oryginalne okucia, kraty drzwi i okien. 

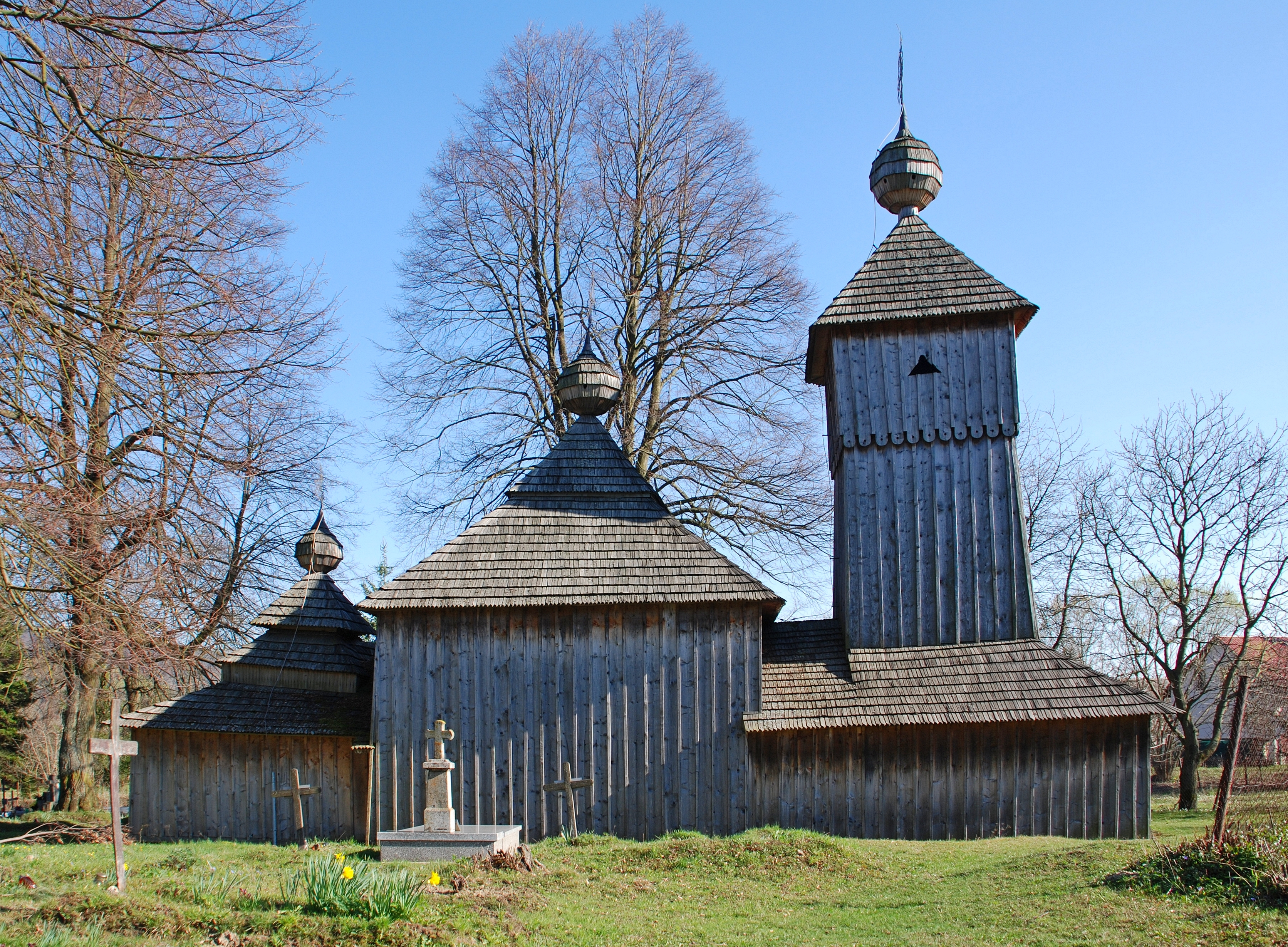
Widok od strony północnej
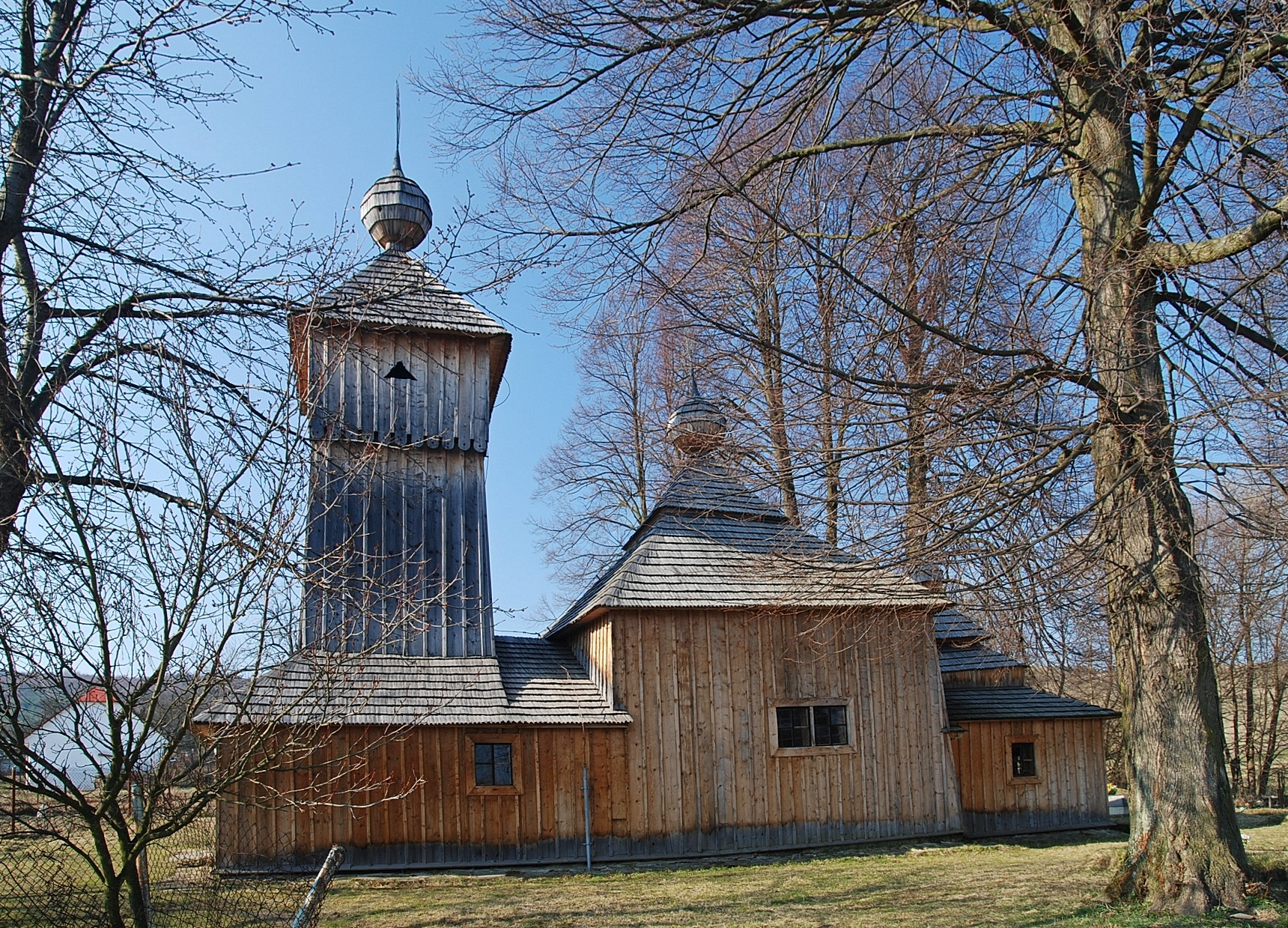
Elewacja południowa
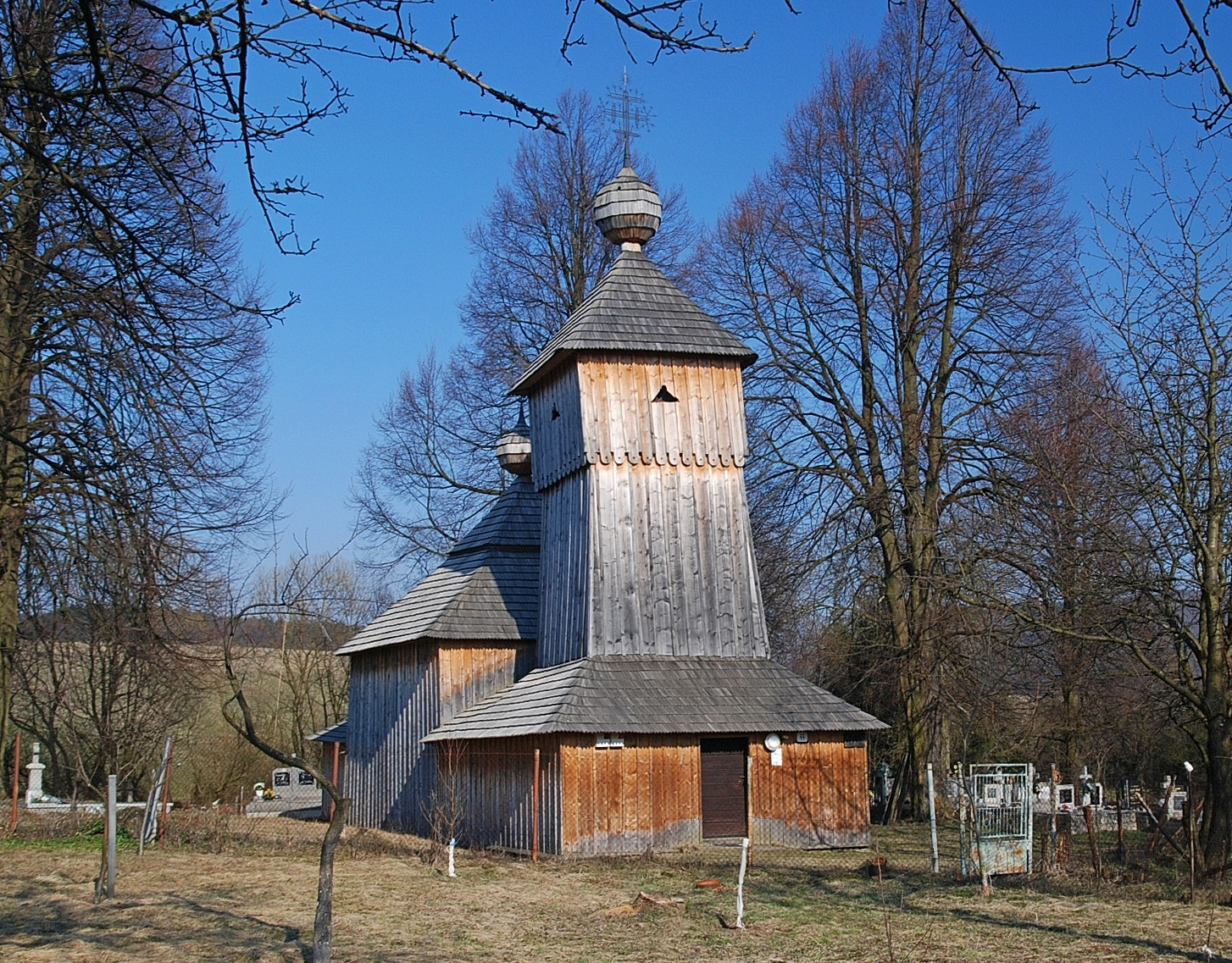
Elewacja frontowa

Wewnątrz w babińcu strop płaski a nawie i prezbiterium zrębowe kopuły namiotowe. Przekrycie nawy wzmocnione ściągiem trójramiennym, zdobionym rzeźbionymi rozetami. W prezbiterium ołtarz główny rokokowy z ikoną Narodzenia Bogurodzicy z początku XX w. i mały ołtarzyk z ikoną Opieki Bogurodzicy z XVIII w. Rokokowy ikonostas z niezwykle bogato zdobioną ramą pochodzi z końca XVIII w. Na ścianach nawy kilka ikon pochodzących ze starszych ikonostasów: Matka Boża Hodegetria z 1741, Deesis z 1715, św. Mikołaj, Opieka Bogurodzicy, Chrystus Pantokrator z 1744. 